# 楊楷 (萬曆進士)
楊楷（？—？），字履素，號近明，四川馬湖府屏山縣人。

## 生平
四月二十一日生，治易经。萬曆二十二年（1594年）甲午科四川乡试第二十四名举人，二十三年（1595年）乙未科會試第二百三十四名，廷試三甲第一百九十四名進士。工部觀政，二十五年二月授浙江山阴县知县，歴任至徽州府知府。四十一年升陕西按察司副使，丁艱歸。四十六年十二月復除湖廣副使，分守宝庆。参与围剿奢崇明之乱，三年升湖廣按察使，再晉右布政使。五年以举卓异升陕西左布政使，十一月升都察院右佥都御史、巡抚湖广。
杨巡抚楷墓在月波岭其母「虎葬墓」旁，杨母为虎所噬，置巖洞前，迹得之，葬他处，虎仍攫置巖前，群蚁銜土成墳，众人异之，识者曰此吉穴也，因为虎葬墓。河南布政使宜宾尹伸撰有墓志。

## 家族
曾祖楊俸。祖楊廷甫。父楊承遠。母冉氏。具庆下。兄桢。弟根、棋。娶冉氏。子邦琦、邦瑛、邦玮。

## 引用
1. ↑  《萬曆乙未科進士同年序齿録》
2. ↑  万历四十六年十二月，补原任陕西副使杨楷为湖广副使，原任建昌府知府赵元吉为都匀府知府，颜欲章为常州府知府，刑部郎中熊秉鉴为荆州府知府。
3. ↑  天启五年正月，升湖广右布政使杨楷为陕西左布政使。
4. ↑  《屏山县志》

| 官衔                   | 官衔                                 | 官衔          |
| ---------------------- | ------------------------------------ | ------------- |
| 前任： 耿庭栢          | 明朝浙江山陰縣知縣 1595年-1604年     | 繼任： 余懋孳 |
| 前任： 韓子廉 涇陽舉人 | 明朝德安府知府 萬曆年任              | 繼任： 張惟方 |
| 前任： 鄔元會          | 明朝徽州府知府 萬曆三十九年-四十一年 | 繼任： 洪有助 |